# زيا باستيدا
زيا باستيدا (بالإنجليزية: Xiye Bastida) (من مواليد 18 أبريل 2002) هي ناشطة مناخية مكسيكية تشيلية. هي عضوة في أمة السكان الأصليين المكسيكي الأوتومي - تولتك (بالإنجليزية: Otomi-Toltec). وهي واحدة من المنظمين الرئيسيين لـ إضراب مدرسي من أجل المناخ (بالإنجليزية: School strike for climate) في نيويورك. وكانت صوتًا رائدًا في ظهور السكان الأصليين والمهاجرين في النشاط المناخي. وهي عضوة في لجنة إدارة حركة المناخ الشعبية (بالإنجليزية: People's Climate Movement)، وعضوة في حركة شروق الشمس (بالإنجليزية: Sunrise Movement)، وتمرد ضد الانقراض (بالإنجليزية: Extinction Rebellion). وهي أحد مؤسسي مبادرة Re-Earth، وهي منظمة دولية غير ربحية شاملة ومتقاطعة «تمامًا كما ينبغي أن تكون حركة المناخ.»

## النشأة والتعليم

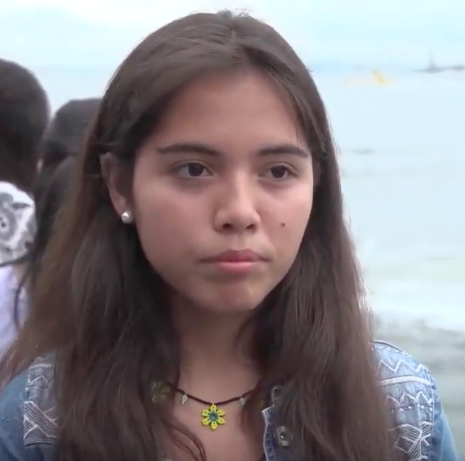
باستيدا في انتظار وصول تونبرج في عام 2019.

ولدت باستيدا في اتلاكومولكو في المكسيك، لأبوين مينداهي وجيرالدين، الذين هم أيضًا دعاة لحماية البيئة، ونشأة في بلدة سان بيدرو تلتيبيك في ليرما. هي من أوتومي - تولتيك (مكسيكي أصلي)، وأزتيك من جانب والدها، ومن أصل تشيلي وأوروبي من والدتها. باستيدا تحمل الجنسية المكسيكية والتشيلية.
انتقلت باستيدا وعائلتها إلى مدينة نيويورك بعد أن ضربت الفيضانات الشديدة مسقط رأسهم في سان بيدرو تولتيبيك في عام 2015 بعد ثلاث سنوات من الجفاف.
أنضمت باستيدا إلى مدرسة Beacon. وبدأت دراستها في جامعة بنسلفانيا في عام 2020.

## النشاط
بدأت باستيدا نشاطها مع نادي بيئي. احتج النادي في ألباني ونيويورك سيتي هول، وضغط من أجل CLCPA [قانون حماية قادة المناخ والمجتمع] ومشروع قانون المباني القذرة (بالإنجليزية: Dirty Buildings Bill). ثم سمعت عن غريتا تونبرج، ونشاطه المناخي.
ألقى ت باستيدا خطابًا حول علم الكونيات للسكان الأصليين في المنتدى الحضري العالمي التاسع للأمم المتحدة، وحصلت على جائزة «روح الأمم المتحدة» (بالإنجليزية: Spirit of the UN) في عام 2018.
قادت باستيدا مدرستها الثانوية مدرسة بيكون في أول إضراب كبير للمناخ في مدينة نيويورك في 15 مارس 2019. استقبلت هي وألكسندريا فيلاسينيور عند وصولها من أوروبا على متن قارب في سبتمبر 2019 لحضور قمة الأمم المتحدة للمناخ. سميت زيا باسم «غريتا تونبرج الأمريكية» ولكن قالت«إن تسمية الناشطين الشباب بغريتا تونبرج لبلدهم يقلل من تجربة غريتا الشخصية ونضالها الفردي».
أصدرت Teen Vogue فيلمًا وثائقيًا قصيرًا بعنوان نحن نرتفع (بالإنجليزية: We Rise) في ديسمبر 2019. تعاونت باستيدا أيضًا مع فيلم 2040 (بالإنجليزية: 2040 film) لإنشاء مقطع فيديو قصير بعنوان تخيل المستقبل (بالإنجليزية: imagine the future) يستكشف كيف يمكن أن تبدو المناظر الطبيعية ومناظر المدينة في المستقبل.
ساهمت باستيدا في جمع الكاتبات حول تغير المناخ «كل ما يمكننا توفيره» (بالإنجليزية: All We Can Save).

## فيلموغرافيا
- نحن نرتفع (2019)
- تخيل المستقبل (2020)